# Dorfkirche Storkau

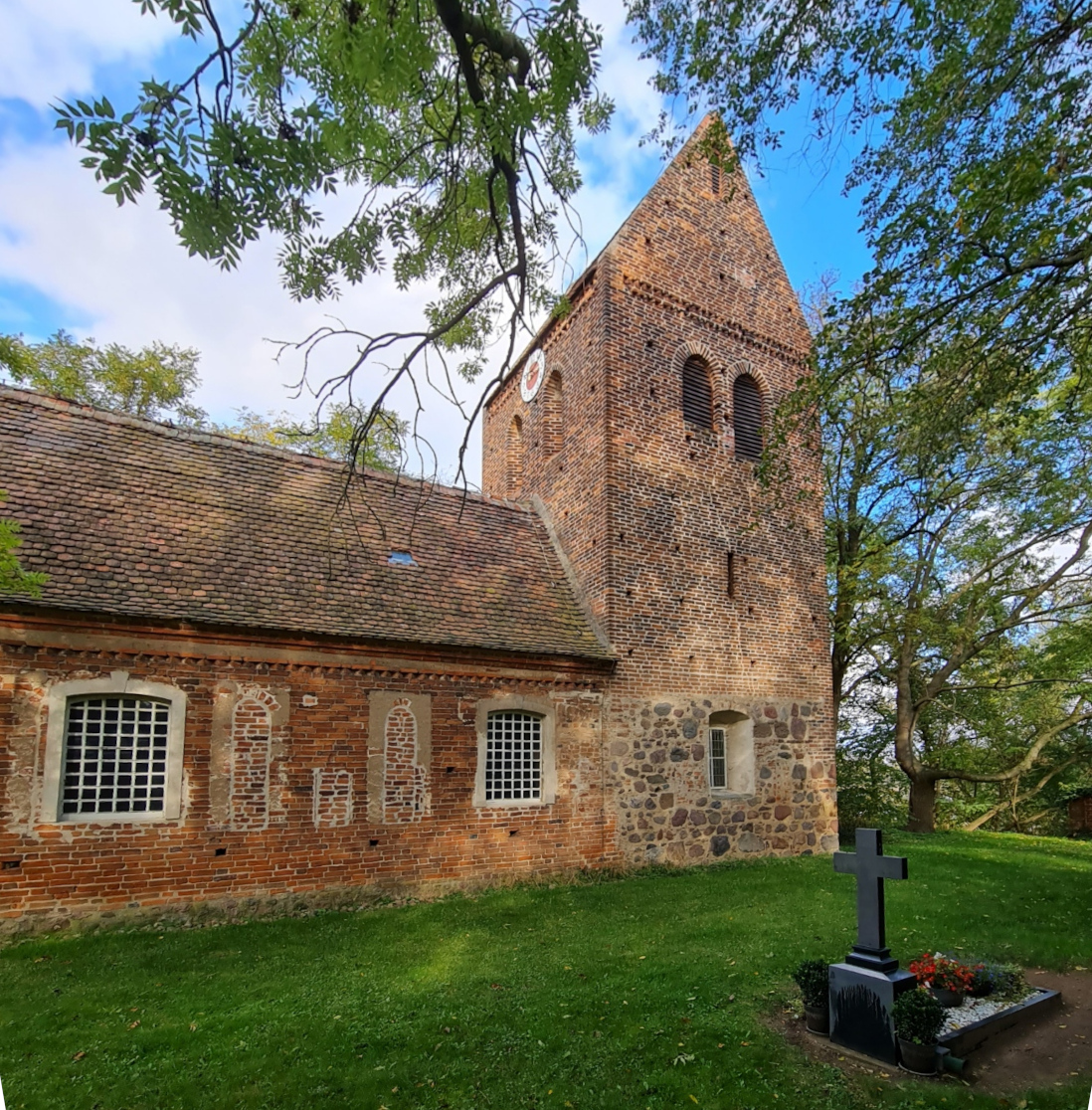
Dorfkirche Storkau (Elbe) von Süden

Die evangelische Dorfkirche Storkau (ehemals St. Maria und Laurentius) ist eine kleine, mehrfach umgebaute, im Kern romanische Chorturmkirche am hohen Elbufer im Ortsteil Storkau von Tangermünde im Landkreis Stendal in Sachsen-Anhalt. Sie zählt zu den sogenannten Sieben verkehrten Kirchen der Altmark und gehört zum Pfarrbereich St. Jacobi (Stendal) im Kirchenkreis Stendal der Evangelischen Kirche in Mitteldeutschland (EKMD).

## Geschichte und Architektur
Der Chor stammt vermutlich aus der zweiten Hälfte des 12. Jahrhunderts, der quadratische, darüber aufgemauerte Ostturm und das ebenso breite Schiff stammen aus dem 13. Jahrhundert; die westliche Vorhalle wurde im 15. Jahrhundert aufgestockt und mit dem Schiff vereint; ein Umbau folgte gegen Ende des 17. Jahrhunderts. Die Kirche wurde in der Franzosenzeit von 1807 bis 1813 militärisch als Schanze genutzt und dabei schwer beschädigt; sie ist mit heute vermauerten Schießscharten versehen und gehörte somit zumindest in dieser Zeit nachweislich zu den oft pauschal als Wehrkirchen bezeichneten Kirchen der Altmark. Instandsetzungen wurden in den Jahren 1814/1815 und 1968 vorgenommen.
Der älteste Teil ist der Chor aus Feldstein, die späteren Um- und Anbauten wurden zumeist aus Backsteinmauerwerk ausgeführt. Am Schiff ist das Deutsche Band als Schmuckform unter dem Traufgesims angebracht. In Schiff und Chor sind barocke Stichbogenfenster eingebracht, nur das nördliche Portal zeigt noch die ursprüngliche Form.
Im Innern ist das Schiff flachgedeckt; der Raum wird von einem runden Triumphbogen untergliedert. Der Chor ist mit einem Kreuzgratgewölbe geschlossen, auch im Turmobergeschoss ist ein solches Gewölbe eingezogen.

## Ausstattung
Das Hauptstück der Ausstattung ist ein wertvoller barocker Kanzelaltar, der auf das Jahr 1772 datiert ist und 1968 restauriert und neu gefasst wurde. Der Kanzelkorb ist von Pilastern flankiert, vor denen freistehend die Apostel Petrus und Paulus angeordnet sind. In Gesimshöhe ist der kronenartige, von Giebelstücken mit Putti gerahmte Schalldeckel angebracht und mit reichem Akanthusschnitzwerk verziert. Die Granittaufe in runder Kelchform stammt noch aus der Zeit um 1250; der Fuß wurde ergänzt. Ein hölzerner Lehnstuhl ist mit Knorpelwerk verziert und auf das Jahr 1693 datiert. Eine Grabplatte der Renaissance ist mit einer Relieffigur des Asmus Woldeck aus Arneburg († 1697) versehen; ein barockes Epitaph erinnert an Hans Georg Woldeck von Arneburg († 1785) mit einem gemalten Porträt des Verstorbenen. Zwei Bronzeglocken stammen von Herman Vogel aus dem Jahr 1497.